# 야하기역
야하기역(일본어: 矢作駅)은 일본 니가타현 니시칸바라군 야히코촌에 위치한 동일본 여객철도 야히코 선의 철도역이다. 단선 승강장 1면 1선의 구조를 갖춘 지상역이다.

## 역 주변
- 야히코 촌청

## 역사
- 1916년 10월 16일 : 에치고 철도 · 야히코 역 - 니시요시다 역 간 개통 때, 정류장으로서 신설.
- 1927년 10월 1일 : 에치고 철도 국유화. 국철 야히코 선 소속으로 함. 정거장으로 승격. 화물 취급 개시.
- 1960년 3월 25일 : 화물 취급 폐지.
- 1987년 4월 1일 : 일본국유철도 분할 민영화에 의해, 동일본 여객철도가 승계.
- 2008년 3월 15일 : IC카드 Suica 사용 개시.
- 2012년 5월 1일 : 명예 역장을 배치.

## 인접 역
| 동일본 여객철도 야히코 선 | 동일본 여객철도 야히코 선 | 동일본 여객철도 야히코 선 |
| ------------------------- | ------------------------- | ------------------------- |
| 야히코 야히코 방면        | ■ 야히코 선               | 요시다 히가시산조 방면    |